# Призраки покидают вершины
«При́зраки покида́ют верши́ны» — советский художественный фильм режиссёров Эразма Карамяна и Степана Кеворкова, созданный на «Ереванской киностудии» в 1955 году.

## Сюжет
Для восхождения на гору Камир-Сар, на неприступной вершине которой по заключению молодого учёного Арташеса Маляна находится редкое месторождение ртути и серебра, несмотря на противодействие профессора Даниэль-бека, организуется экспедиция во главе с Маляном. Информация об экспедиции доходит до Альвареца да Кортеца, который является хозяином одного из крупнейших европейских химических концернов. В молодости он побывал на этой вершине и, чтобы скрыть обнаруженные металлы, сбросил русского учёного Шелагина в пропасть, а Даниель-бека заставил молчать об этом. Иностранная разведка решает сорвать экспедицию.

## В ролях

Кадр из фильма

| Актёр                     | Роль                                                 |
| ------------------------- | ---------------------------------------------------- |
| Иосиф Клиджян (Сос Сосян) | Малян                                                |
| Виолетта Ютуджян          | Гаянэ                                                |
| Ваграм Папазян            | Даниель-бек                                          |
| Ольга Гулазян             | Асмик                                                |
| Грачья Нерсесян           | Ваган                                                |
| Артём Карапетян           | Баграт                                               |
| Леонид Кмит               | Гребенщиков                                          |
| Владимир Тягушев          | Ростовцев                                            |
| Андрей Файт               | хозяин европейского хим. концерна Альварец да Кортец |
| Давид Малян               | Сатунц                                               |
| Ори Буниатян              | председатель исполкома имя не указано                |
| Ваган Багратуни           | альпинист имя не указано                             |
| Ванцетти Даниелян         | альпинист имя не указано                             |
| Георгий Унанян            | Даниель-бек в молодости                              |
| Армен Хостикян            | аспирант имя не указано                              |
| Варвара Шахсуварян        | секретарша имя не указано                            |
| Леонид Пирогов            | эпизод                                               |
| Ашот Нерсесян             | эпизод                                               |
| Степан Судьбинин          | эпизод                                               |
| Андрей Пунтус             | эпизод                                               |

## Съёмочная группа
- художники — Сергей Арутчян, Валентин Подпомогов
- композитор — Александр Арутюнян